# جون دانيلسون
جون دانيلسون هو اقتصادي آيسلندي، ولد في 17 أكتوبر 1963.